# Josef Grünwidl
Josef Grünwidl (* 31. Jänner 1963 in Hollabrunn, Österreich) ist ein österreichischer römisch-katholischer Geistlicher, Bischofsvikar und seit 22. Jänner 2025 Apostolischer Administrator der Erzdiözese Wien.

## Leben
Grünwidl wuchs im niederösterreichischen Wullersdorf auf und besuchte das erzbischöfliche Gymnasium Hollabrunn, wo er 1981 die Matura ablegte. Danach trat er in das Priesterseminar der Erzdiözese Wien ein und studierte Theologie an der Universität Wien. Parallel dazu absolvierte er ein Studium im Konzertfach Orgel an der Universität für Musik und darstellende Kunst Wien. Erst während eines Studienjahres 1983/84 in Würzburg entschied er sich definitiv, Priester zu werden. Seine Diplomarbeit mit dem Titel Das Leiden ist in Gott, zur Kreuzestheologie Jürgen Moltmanns verfasste er 1987 bei Josef Weismayer.
1987 empfing Grünwidl die Diakonenweihe durch Weihbischof Helmut Krätzl. Sein Diakonatsjahr absolvierte er in Perchtoldsdorf. Am 29. Juni 1988 wurde er im Wiener Stephansdom von Kardinal Franz König zum Priester geweiht.

## Tätigkeiten
Grünwidl war von 1988 bis 1991 Kaplan in der Pfarre St. Johann Nepomuk in Wien und von 1991 bis 1993 Kurat der Dompfarre Wiener Neustadt. Zwischen 1993 und 1995 war er Diözesanjugendseelsorger der Erzdiözese Wien. 1995 wurde er Sekretär des neu ernannten Wiener Erzbischofs Christoph Schönborn, ein Amt, das er bis 1998 ausübte.
Von 1998 bis 2014 wirkte Grünwidl als Pfarrer in Kirchberg am Wechsel sowie in den umliegenden Gemeinden Feistritz, St. Corona und Trattenbach. Zusätzlich war er von 2007 bis 2014 Dechant des Dekanats Kirchberg am Wechsel. 2014 wechselte er in die Pfarre Perchtoldsdorf, wo er bis 2023 als Pfarrmoderator tätig war und ab 2016 auch das Amt des Dechants des Dekanats Perchtoldsdorf innehatte.
Von 2016 bis 2023 war Grünwidl geschäftsführender Vorsitzender des Wiener Priesterrats. Nachdem er im Jänner 2023 von Kardinal Schönborn zum Bischofsvikar für das Vikariat Süd ernannt worden war, legte er diese Funktion im März 2023 nieder. Im November 2024 wurde er zum Ehrenkanoniker des Domkapitels zu St. Stephan ernannt. Am 22. Jänner 2025 ernannte ihn Papst Franziskus zum Apostolischen Administrator der Erzdiözese Wien.

## Ehrungen und Auszeichnungen
- Ehrenkanoniker des Domkapitels zu St. Stephan (2024)[4]